# دیه‌گو راموس
دیه‌گو راموس (اسپانیایی: Diego Ramos‎؛ زادهٔ ۲۹ نوامبر ۱۹۷۲) بازیگر اهل آرژانتین است.
از فیلم‌ها یا سریال‌های تلویزیونی او می‌توان به فوتبال‌دستی، ویولتا و برداشت دوم با فینیس و فرب اشاره کرد.